# ويليام هنري هاريسون (سياسي نيوزلندي)
ويليام هنري هاريسون (بالإنجليزية: William Henry Harrison)‏ هو سياسي نيوزلندي، ولد في 1831، وتوفي في 1879. انتخب عضو مجلس النواب نيوزيلندا.